# Grande Oriente Lusitano

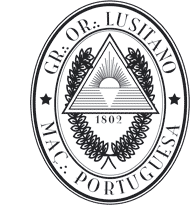
Sigillo del Grande Oriente Lusitano

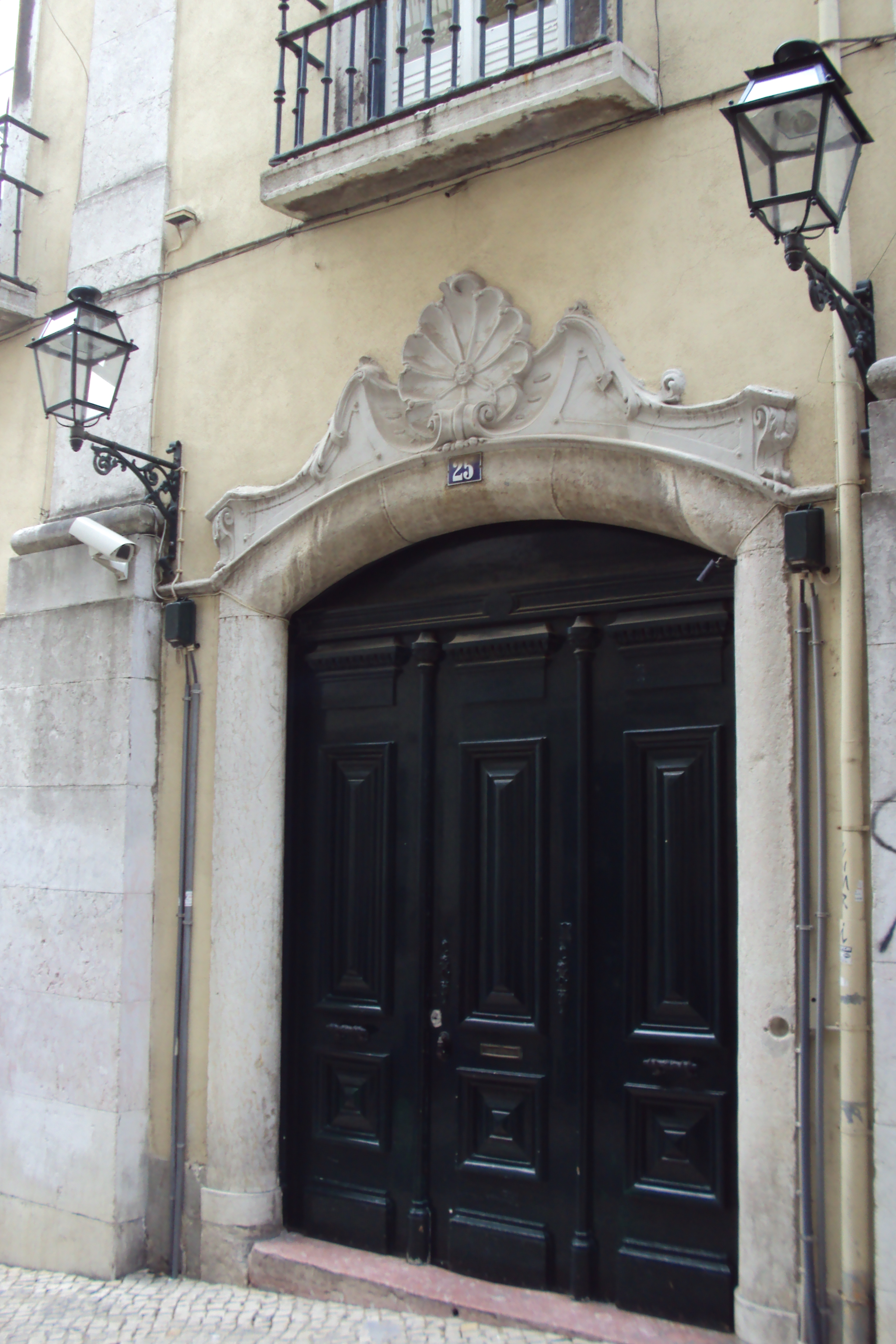
Entrata principale del Grande Oriente Lusitano a Lisbona

Il Grande Oriente Lusitano o  Grande Oriente del Portogallo è un'obbedienza massonica  simbolica (che pratica cioè i primi tre gradi della massoneria) fondata nel 1802, essendo così la più antica obbedienza massonica portoghese. Appartiene alla corrente liberale massonica, proclamando la libertà assoluta di coscienza e l'adogmatismo.
I riti praticati sono il rito moderno (o francese), espressamente prescritto per tutte le sue logge dalle costituzioni del 1821, e il rito scozzese antico ed accettato.

## Storia
Il Grande Oriente Lusitano fu fondato nel 1802 con una patente della Gran Loggia Unita d'Inghilterra portata da Londra da Hipólito José da Costa, due anni dopo il suo primo Gran maestro  (dal 1804 al 1809), Sebastião José de Sampaio Melo e Castro Moniz e Torres Lusignan, nipote del primo marchese di Pombal, firma un trattato d'amicizia col Grand Orient de France, ma non è ratificato e resta quindi senza effetto. La sua prima Costituzione data del 1806. 
Nel 1869 prese il nome di Grande Oriente Lusitano Unido, riprese il suo nome d'origine di Grande Oriente Lusitano nel 1984.
Il Grande Oriente Lusitano fu intimamente legato alla vita politica del Portogallo ed ebbe una forte influenza sulla Rivoluzione Liberale portoghese del 1820, avvenuta anche in seguito all'impiccagione il 18 ottobre 1817 del suo Gran maestro, il generale Gomes Freire de Andrade e Castro accusato di cospirazione contro la monarchia,  sull'espulsione dei Gesuiti e la chiusura dei conventi del 1834, sull'abolizione della pena di morte nel 1867 e sulla nascita della Prima Repubblica portoghese nel 1910.
Era visto come la forza motrice dell'anticlericalismo dei liberali.
Il Grande Oriente Lusitano fu per questo ferocemente perseguitato durante tutta la sua storia dalle forze conservatrici e reazionarie della società, fu perseguitato già nel XIX secolo dai miguelisti e poi proibito durante l'Estado Novo negli anni '30 del XX secolo (Legge n.º 1901 del 21 Maggio 1935 contro le "associazioni segrete", proposta da José Cabral)), persecuzioni che gettarono in prigione molti dei suoi membri e ne obbligarono altri alla clandestinità e all'esilio. Protestarono inutilmente contro l'adozione di questa legge il generale Norton de Matos, Gran Maestro del Grande Oriente Lusitano, e il prof. José Alberto dos Reis, presidente dell'Assemblea nazionale e massone in sonno.
Fernando Pessoa, benché non fosse membro della massoneria, prese le sue difese pubblicando l'articolo “Associações Secretas” sul Diário de Lisboa del 4 febbraio 1935.
Durante questo periodo di clandestinità la sede del Grande Oriente Lusitano fu occupata dalla Legione Portoghese e i suoi beni furono confiscati.
Con la Rivoluzione dei garofani del 25 aprile 1974 e la revoca della legge n.º 1901, il Grande Oriente Lusitano poté tornare in attività, e i beni che gli erano stati confiscati gli furono restituiti con l'articolo 18 della legge n° 594/74 del 7 novembre 1974.
Il 25 gennaio 2003, il Gran maestro António Duarte Arnaut aprì per la prima volta le sue porte al pubblico e il 20 marzo dello stesso anno il presidente della repubblica Jorge Sampaio visitò la sua sede, il Palazzo Massonico, e notò  nel Libro d’Onore : "Associandomi alla commemorazione del 200º anniversario del Grande Oriente Lusitano, voglio riconoscere il vostro lavoro in favore della Libertà, dell'Uguaglianza e della Fraternità per una società più giusta e più umana.”

Francobollo commemorativo portoghese del 200º anniversario del Grande Oriente Lusitano

## Gran Maestri
1804 – 1809 – Sebastião de Sampaio de Melo e Castro;
1809 – 1816 – Fernando Romão da Costa Ataíde e Teive de Sousa Coutinho;
1816 – 1817 – Gomes Freire de Andrade e Castro;
1820 – 1821 – João Vicente Pimentel Maldonado (interim);
1821 – 1823 – João da Cunha Souto Maior;
1823 – 1839 – José da Silva Carvalho;
1839 – 1841 – Manuel Gonçalves de Miranda;
1841 – 1841 – Bartolomeu dos Mártires Dias e Sousa (interim);
1841 – 1846 – António Bernardo da Costa Cabral;
1846 – 1847 – João de Deus Antunes Pinto;
1847 – 1849 – António Bernardo da Costa Cabral;
1849 – 1853 – Marcelino Máximo de Azevedo e Melo;
1854 – 1861 – José Joaquim de Almeida Moura Coutinho;
1861 – 1863 – Frederico Leão Cabreira de Brito Alvelos Drago Valente;
1863 – 1867 – Caetano Gaspar de Almeida e Noronha Portugal Camões de Albuquerque Moniz e Sousa;
1867 – 1869 – José da Silva Mendes Leal;
1869 – 1881 – João Inácio Francisco de Paula de Noronha;
1881 – 1884 – Miguel Baptista Maciel;
1884 – 1886 – José Elias Garcia;
1886 – 1887 – António Augusto de Aguiar;
1887 – 1889 – José Elias Garcia;
1889 – 1895 – Carlos Ramiro Coutinho;
1895 – 1899 – Bernardino Machado Guimarães;
1899 – 1906 – Luís Augusto Ferreira de Castro;
1906 – 1907 – Francisco Gomes da Silva (interim);
1907 – 1928 – Sebastião de Magalhães Lima;
1928 – 1929 – Luís Augusto Curson (interim);
1929 – 1929 –António José de Almeida, (eletto, morì prima di entrare in carica);
1929 – 1930 – Joaquim Maria de Oliveira Simões (interim);
1930 – 1935 – José Mendes Ribeiro Norton de Matos;
1935 – 1937 – Maurício Armando Martins Costa (interim);
1937 – 1937 – Filipe Inês Ferreira (interim);
1937 – 1975 – Luís Gonçalves Rebordão;
1975 – 1981 – Luís Hernâni Dias Amado;
1982 – 1984 – Armando Adão e Silva;
1984 – 1988 – José Eduardo Simões Coimbra;
1988 – 1990 – Raul de Assunção Pimenta Rego;
1990 – 1993 – Ramon de la Féria;
1993 – 1996 – João Rosado Correia;
1996 – 2002 – Eugénio de Oliveira;
2002 – 2005 – António Duarte Arnaut;
2005 – 2011 – António Fernando Marques Ribeiro Reis;
2011 – … – Fernando Manuel Lima Valada Fernandes.

## Membri eminenti
Il generale Gomes Freire de Andrade e Castro  (1757-1817), il ministro della giustizia e delle finanze José da Silva Carvalho (1782-1856), il ministro della giustizia e primo ministro António Bernardo da Costa Cabral (1803-1889), i primi ministri e presidenti Bernardino Machado (1851-1944) e António José de Almeida (1866-1929) furono Gran maestri del Grande Oriente Lusitano; ne furono membri anche gli scrittori Alexandre Herculano (1810-1877) e Eça de Queiroz (1845-1900), il compositore Alfredo Keil (1850-1907), autore dell'inno nazionale della Prima Repubblica, i primi ministri Fontes Pereira de Melo (1819-1887), Alfredo de Sá Cardoso (1864-1950), José de Castro (1868-1929), Afonso Costa (1871-1937), António Maria da Silva (1872-1950) e Adelino da Palma Carlos (1905-1992), il ministro degli esteri e neurochirurgo Antonio Egas Moniz (1874-1955), Premio Nobel per la medicina nel 1949,  e i presidenti del Portogallo Teófilo Braga (1843-1924), António Óscar Carmona (1869-1951) e Sidónio Pais (1872-1918).
Tra i viventi, il ministro e commissario europeo António Vitorino (1957).